# Lord of Ultima
Lord of Ultima est un jeu vidéo de stratégie en temps réel massivement multijoueur disponible en free to play et accessible sur navigateur. Il a été développé par EA Phenomic et édité par Electronic Arts. Le jeu a débuté en version bêta en avril 2010. 
Le but du jeu est de fonder une alliance avec laquelle on devient le Lord of Ultima en élevant au plus haut niveau des mausolées aux huit vertus rayonnées épisodiquement par des portiques lunaires. Chaque continent dispose d'un portique dédié à une unique vertu qui s'identifie et s'active épisodiquement tardivement dans la partie. Elever ces mausolées nécessite des ressources considérables et la protection des mausolées d'une alliance, ou la destruction des mausolées des autres alliances mobilisent des armées et des flottes considérables.
Développer ces ressources se fait dans des cités que chaque joueur fonde, exploitant leurs ressources naturelles ou organisant l'espace à des fins logistiques ou militaires. Les joueurs peuvent également obtenir des ressources en pillant les cités d'autres joueurs ou celles, peu développées, de personnages artificiels. Chaque joueur débute avec une unique cité pauvre. Il pourra la développer puis fonder d'autres cités pour bâtir un empire puissant en relation amicale ou hostile avec les autres joueurs.  
L'originalité du jeu réside en partie importante dans l'optimisation des cités, où divers bâtiments se combinent par proximité entre eux ou avec les ressources naturelles locales ce qui conduit à spécialiser les cités (production de matières premières, formations militaires, logistique, ports, mausolées...). Élaborer des cités efficaces nécessite une réflexion approfondie. Les combats se font, comme dans d'autres jeux de stratégie massivement multijoueurs en envoyant les troupes d'une cité contre une autre cité, avec une possibilité de programmation qui permet de synchroniser d'importantes attaques multi-cités et multijoueur contre une cité adverse pour en éliminer les troupes présentes (formées localement ou envoyées en défense par d'autres cités amies), affaiblir les fortifications, et même raser ou capturer la cité.
Le jeu appartient à la série Ultima ; Lord of Ultima sortit le 16e monde en France le 23 août 2012. Le monde 20 était le dernier monde pour la version française de Lord Of Ultima.
Le 12 mai 2014, l'ensemble des serveurs du jeu ont fermé, conformément à l'annonce d'Electronic Arts
. 
En 2018, la société Gamingaddictstudio a remis en ligne la dernière version du jeu avec une nouvelle interface, en version bêta. Le nom du jeu a enfin été modifié : il s'agit désormais de Crown of the Gods.  